# Nyctiophylax digitatus
Nyctiophylax digitatus är en nattsländeart som beskrevs av Martynov 1934. Nyctiophylax digitatus ingår i släktet Nyctiophylax och familjen fångstnätnattsländor. Inga underarter finns listade i Catalogue of Life.